# Сорокуш нагірний
Сороку́ш нагірний (Thamnophilus aroyae) — вид горобцеподібних птахів родини сорокушових (Thamnophilidae). Мешкає в Перу і Болівії. Отримав назву на честь перуанського міста Ла-Ороя. Є сестринським видом білоплечого сорокуша (Thamnophilus aethiops).

## Опис
Довжина птаха становить 15 см, вага 20 г. Самець здебільшого сірий, його тім'я, крила і хвіст чорні. Покривні і рульові пері мають білі кінчики, нижня сторона хвоста смугаста. Самиця здебільшого оливково-коричнева, її тім'я рудувато-коричене, скроні сірі, нижня частина тіла світла. Райдужки птаха білуваті або жовтуваті, дзьоб темно-сірий зверху і світло-сірий знизу, лапи блакитнувато-сірі.

## Поширення і екологія
Нагірні сорокуші мешкають в перуанському регіоні Пуно і в болівійських департаментнах Ла-Пас і Кочабамба. Вони живуть на узліссях гірських тропічних лісів Анд, в чагарникових і бамбукових заростях на висоті 600-1700 м над рівнем моря. Харчуються комахами, яких шукають серед рослинності на висоті до 6 м над землею.